# Villa Poma
Villa Poma – miejscowość i gmina we Włoszech, w regionie Lombardia, w prowincji Mantua.
Według danych na rok 2004 gminę zamieszkuje 2029 osób, 144,9 os./km².